# La mula de Parenzo
La mula de Parenzo (in italiano La ragazza di Parenzo) è una canzone popolare di probabili origini istriane, il cui titolo fa riferimento alla città di Parenzo (in croato Poreč). La canzone è attualmente diffusa in numerose varianti in tutto il Triveneto, conosciuta anche come La mé morósa vècia, Tutti mi chiamano bionda e Polenta E Baccalà.

## Origine e diffusione
Nota nell'Italia settentrionale, in Istria e nel Quarnero, e anche in alcune zone della Slovenia occidentale e della Dalmazia, la canzone ha diverse varianti, attribuibili ai vari dialetti del Friuli Venezia Giulia: il dialetto bisiaco e triestino, l'istroveneto ecc. Si tratta di una canzone di origini antiche che si riferisce alla città istriana di Parenzo (in croato Poreč), dove gli abitanti parlavano il dialetto istroveneto. La canzone è particolarmente diffusa in tutti i territori dell'ex Litorale Austriaco, anche tra le popolazioni di lingua slovena e croata.
Sia il testo che la canzone sono di autori anonimi; esistono più versioni del testo e alcune differenze negli accordi di accompagnamento.

## Interpretazioni
Col titolo Tutti mi chiamano bionda è stata interpretata da Orietta Berti nell'album Più italiane di me. 
- Lorenzo Pilat
- Orietta Berti
- Gigliola Cinquetti
- Lidija Percan
- I girasoli
- Betty Curtis

Era una delle canzoni favorite di Ernest Hemingway, che la canticchiava spesso.

## Testo
La mula de Parenzo leri-lerà

ga messo su bottega leri-lerà

de tutto la vendeva

de tutto la vendeva.

La mula de Parenzo leri-lerà

ga messo su bottega leri-lerà

de tutto la vendeva

fora ch'el bacalà

perché non m'ami più.
Me piasi i bigolî co le luganighe

Marieta damela per carità.

Marieta damela per carità.

Marieta damela per carità.

Me piasi i bigoî co le luganighe

Marieta damela per carità.

Marieta damela per carità sul canapè.
La mia morosa  vecia leri-lerà

la tegno de riserva leri-lerà

e quando spunta l'erba

e quando spunta l'erba.

Le mia morosa vecia leri-lerà

la tegno de riserva leri-lerà

e quando spunta l'erba

la mando a pascolar

perché non m'ami più.
Me piase i bigolî co le luganighe

Marieta damela per carità.

Marieta damela per carità.

Marieta damela per carità.

Me piase i bigolî co le luganighe

Marieta damela per carità.

Marieta damela per carità sul canapè.
La mando a pascolare leri-lerà

nel mese di settembre leri-lerà

e quando vien novembre

e quando vien novembre.

La mando a pascolare leri-lerà

nel mese di settembre leri-lerà

e quando vien novembre

la vado a ritirar

perché non m'ami più.
Me piasi i bigolî co le luganighe

Marieta damela per carità.

Marieta damela per carità.

Marieta damela per carità.

Me piasi i bigoî co le luganighe

Marieta damela per carità.

Marieta damela per carità sul canapè.
La mando a pascolare leri-lerà

insieme alle caprette leri-lerà

l'amor con le servette

l'amor con le servette

La mando a pascolare leri-lerà

insieme alle caprette leri-lerà

l'amor con le servette

non lo farò mai più

perché non m'ami più.
Me piasi i bigolî co le luganighe

Marieta damela per carità.

Marieta damela per carità.

Marieta damela per carità.

Me piasi i bigolî co le luganighe

Marieta damela per carità.

Marieta damela per carità sul canapè
Se il mare fossi de tocio leri-lerà

e i monti de polenta leri-lerà

o mamma che tociade

o mamma che tociade.

Se il mare fossi de tocio leri-lerà

e i monti de polenta leri-lerà

o mamma che tociade

polenta e bacalà

perché non m'ami più.
Me piasi i bigolî co le luganighe

Marieta damela per carità.

Marieta damela per carità.

Marieta damela per carità.

Me piasi i bigolî co le luganighe

Marieta damela per carità.

Marieta damela per carità sul canapè.

## Incisioni
- 1965, Giovanna Marini, nell'LP Le canzoni di Bella ciao
- 1966, I Gufi, nell'LP Il teatrino dei Gufi
- 1971, Rosanna Fratello, nell'LP La ragazza del sud
- 1973, Amália Rodrigues nell'LP A una terra che amo